# Thalassarachna inermis
Thalassarachna inermis is een mijtensoort uit de familie van de Halacaridae. De wetenschappelijke naam van de soort is voor het eerst geldig gepubliceerd in 1888 door Trouessart.